# Kaçkar Dağı

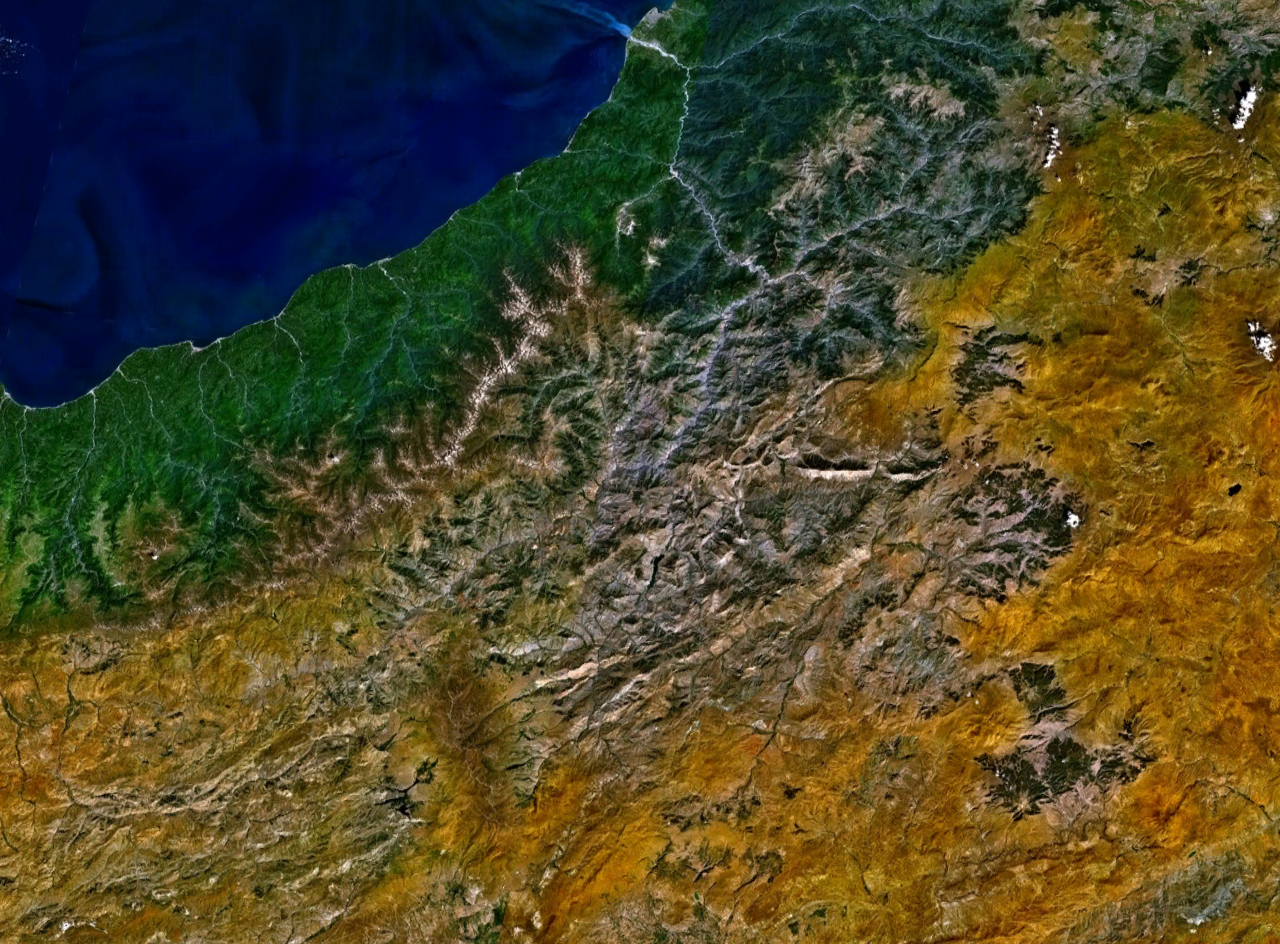
Satellitenbild

Der Kaçkar Dağı (armenisch Քաջքար) ist mit 3932 m der höchste Gipfel des Ostpontischen Gebirges im Nordosten der Türkei.
Er liegt etwa 40 km von der Schwarzmeerküste entfernt und 70 km von der Ostgrenze zu Georgien und der dortigen Hafenstadt Batumi. Die türkischen Küstenstädte Rize und Trabzon liegen etwa 70 und 120 km westlich des Berges.
Die umgebenden Bergketten (türkisch Doğu Karadeniz Dağları) sind etwa 400 km lang und stellen das östliche Drittel des Pontusgebirges dar. Dieses erstreckt sich etwa 1000 km entlang des Schwarzen Meeres und gehört mit seinen zahlreichen Parallelketten – die bis zu 200 km ins Landesinnere reichen – zur alpidischen (gleichzeitig mit den Alpen entstandenen) Orogenese.
Die nächstgelegenen Dreitausender sind
- der Kükürt Tepe (3348 m), etwa 35 km nordnordöstlich (halber Weg nach Batumi)
- der Üçdoruk Tepe (3711 m), etwa 15 km westlich

Südlich verläuft das Tal des Çoruh, der bei Batumi ins Schwarze Meer mündet.